# タイコンデロガの戦い (1759年)
1759年のタイコンデロガの戦いは、1759年の7月26日と27日に、フランスの要塞、フォート・カリヨン（のちのタイコンデロガ砦）で行われた小規模の戦闘である。イギリス軍の包囲戦に対して、フランス軍は要塞を破壊し、兵を撤退させた。イギリス軍はここを占領して再建に取りかかったため、指揮官であるサー・ジェフリー・アマーストは、同年9月のエイブラハム平原の戦いには参戦できなかった。

## カリヨンの戦い以後
現在のペンシルバニア州の西部と、ニューヨーク州北部の領土争いに端を発し、1754年に勃発したフレンチ・インディアン戦争で、1756年から1757年に連敗を喫したイギリス軍の状況は、1758年に好転しはじめた。ルイブールの戦いとフォート・フロンテナックの戦いで勝利したのである。この年のフランスの主だった勝利は、ジェームズ・アバークロンビー率いるイギリスの大陸軍が、少人数のフランス軍に完敗したカリヨンの戦いであった。その年の冬、フランスの指揮官たちは、駐屯兵のほとんどをフォート・カリヨン（イギリス軍にとってはタイコンデロガ砦）から撤退させて、ケベック、モントリオール、そして、五大湖とセントローレンス川の要塞を守らせた。
カリヨンはシャンプラン湖の南に位置しており、サミュエル・ド・シャンプランが、1609年にここを発見する以前から、戦略上重要な場を占めていた。シャンプラン湖とジョージ湖をつなぐ要衝たる陸路へと通じており、しかも、ハドソン川とセントローレンス川の間を走る主要道路に沿っていた 。戦争が始まった時、この地はイギリス領ニューヨークと、フランス領カナダ（ヌーベルフランス）の間の辺境の一部で、ここよりもやや南の方で行われた1755年のジョージ湖の戦いで、イギリス軍がフランスの進撃を止めた。

### イギリスの遠征計画
1759年の北アメリカでの軍事行動に向けて、イギリスの首相ウィリアム・ピットは、ルイブールの戦いで勝利を収めたアマーストに、陸軍を、シャンプラン湖の北に航行させ、ヌーベルフランスに向かわせるように命令を出していた。その一方、ルイブールでアマーストのもとで戦って名を挙げた、ジェームズ・ウルフが率いる第二軍は、セントローレンス川を越えたケベックでは標的にされていた。このために、13植民地の総督すべてに、2万の民兵を育成するようにと言う指示が出ていた。 約8,000の民兵が訓練を受け、南はペンシルバニアやニュージャージーといった地域から、オールバニに送られた。ニューヨークとニュージャージーからは1,000人、マサチューセッツ湾植民地では6,500人を召集し、そのうち3,500人がオールバニに向かった。それ以外はケベックのウルフの軍や、ノバスコシアの軍に分遣された。 残った兵士は、ペンシルバニアと、マサチューセッツ湾植民地以外のニューイングランド植民地の出身だった。ペンシルバニアでは、クエーカー教徒が兵を送るのに難色を示したため、アマーストは彼らに、民兵を育成しなければ、ペンシルバニアの西にある要塞から兵を引き揚げさせると脅し、納得させた。この要塞は、先住民とフランス軍の襲撃に備えて、イギリスの支配下にあるものだった。

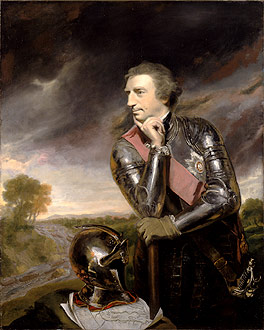
イギリス軍のアマースト将軍

アマーストは、サー・ウィリアム・ジョンソンから、イロコイ連邦が、フランスの要塞からフランス軍を追い出す準備にかかったと聞かされ、フォート・ナイアガラ攻略のために遠征隊を派遣することにした 。5月に、オールバニから、西の入植地出身の兵2,000人をジョン・プリドー准将指揮下の3,000人部隊に同行させ、あとの植民地兵は自分の指揮下に置いて、フォート・エドワードへ北上した。植民地兵は主にマサチューセッツ、ニュージャージー、そしてコネチカットの兵で、フォート・エドワードで正規兵と合流して総勢6000人となった。正規兵の内訳は、ロイヤル・ハイランダーズ（en:Black Watch）2,000人、第17歩兵連隊（en:Royal Leicestershire Regiment）、第27歩兵連隊（en:27th (Inniskilling) Regiment of Foot）、第53歩兵連隊（en:53rd (Shropshire) Regiment of Foot）、第60歩兵連隊大隊（en:King's Royal Rifle Corps）の各部隊から同じく2,000人、そして王立砲兵隊から100人（en:Royal Artillery）、ロジャーズ・レンジャーズから700人、トマス・ゲイジ指揮下の軽歩兵隊から500人である。

### モンカルムの決断

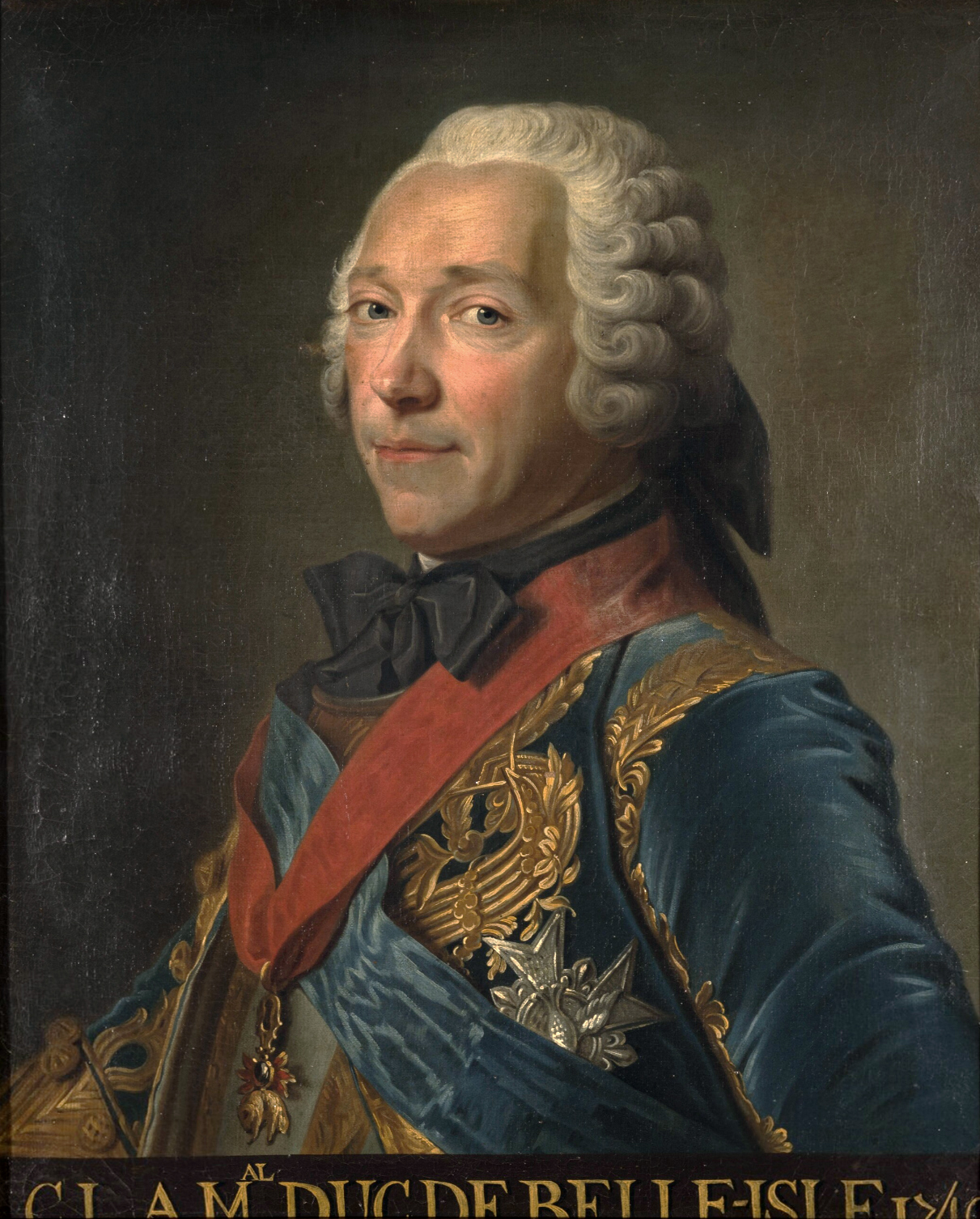
ベリーズル公爵

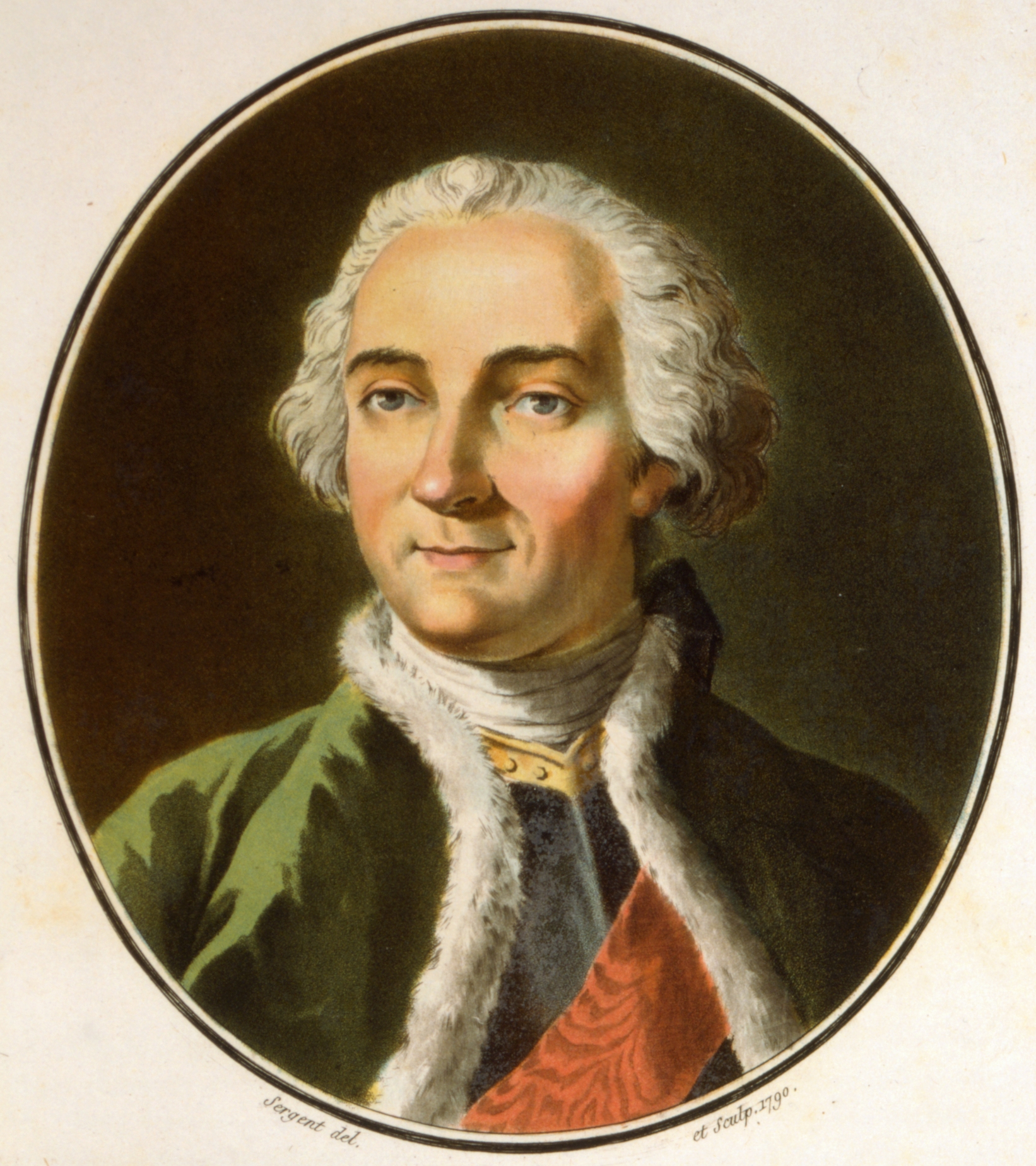
フランスの将軍モンカルム

この1759年、フランス軍の指揮官は、ヨーロッパで行われている七年戦争のほうに資力をつぎ込むようになっていた。2月、フランスの戦争大臣で、元帥のベリーズル公爵シャルル＝ルイ・オーギュスト・フーケは、ヌーベルフランス防衛の責任者である将軍ルイ＝ジョゼフ・ド・モンカルムにこう通知した。フランスからは重要な支援が来ないであろう、大西洋にはイギリスの艦隊の支配下にあり、そういう中で大艦隊を派遣するのは非常に危険である。ベリーズルはモンカルムに、北アメリカでは足場をとにかく守っておくべきと銘記した、そうでなくても、領土を取り戻すのは実質的に不可能だったからだ。モンカルムは答えた。「予想外の幸運がふりかかるか、北アメリカのどこか他へ敵を陽動でもしない限り、次の戦争でカナダ（ヌーベルフランス）は陥落するでしょう。イギリスには6万の兵がいる、我々の兵は1万です」
モンカルムは、フランスにとって最も重要な地域を守るため、兵力を総動員することにした。大事な地域とは、モントリオール、ケベックシティそしてセントローレンス峡谷である。レジマン・ド・ラ・レーヌ（en:Régiment de la Reine）と、准将フランソワ・シャルル・ド・ブールラマクの指揮下にあるレジマン・ド・ベリー（en:Régiment de Berry）から3,000人編成の分隊を作り、モントリオールの南に配置した。そのうち2,300人はフォート・カリヨンの防御についた。 その前の年にここで戦ったこともあり、モンカルムは、有能な指揮官のもとでの、気迫のこもったイギリス軍相手では、この人数でフォート・カリヨンを守るのは厳しいのは分かっていた。 ブールラマクは、モンカルムと、ヌーベルフランス総督のヴォードルイユ侯爵ピエール・フランソワ・ド・リゴーから、出来るだけ長くカリヨンを守るように命じられ、モントリオールに退却する前に、近くのフォート・サン・フレデリック同様に破壊してしまうようにと命じられた。

## イギリスの包囲とフランスの退却
アマーストは「今年の早いうちに、たとえば5月の7日に、または7日ごろに、もしその時期で可能なのであれば」 自らの軍を動かすよう命じられていたにもかかわらず、1万1千人から成るこの軍は、7月21日までジョージ湖の南岸を発とうとしなかった。出発が遅れた理由はいくつかあったが、その一つは兵站だった。プリドーのオスウィーゴとナイアガラへの遠征隊もオールバニを発ったが、 こちらは植民地の民兵の到着に時間がかかっていた。

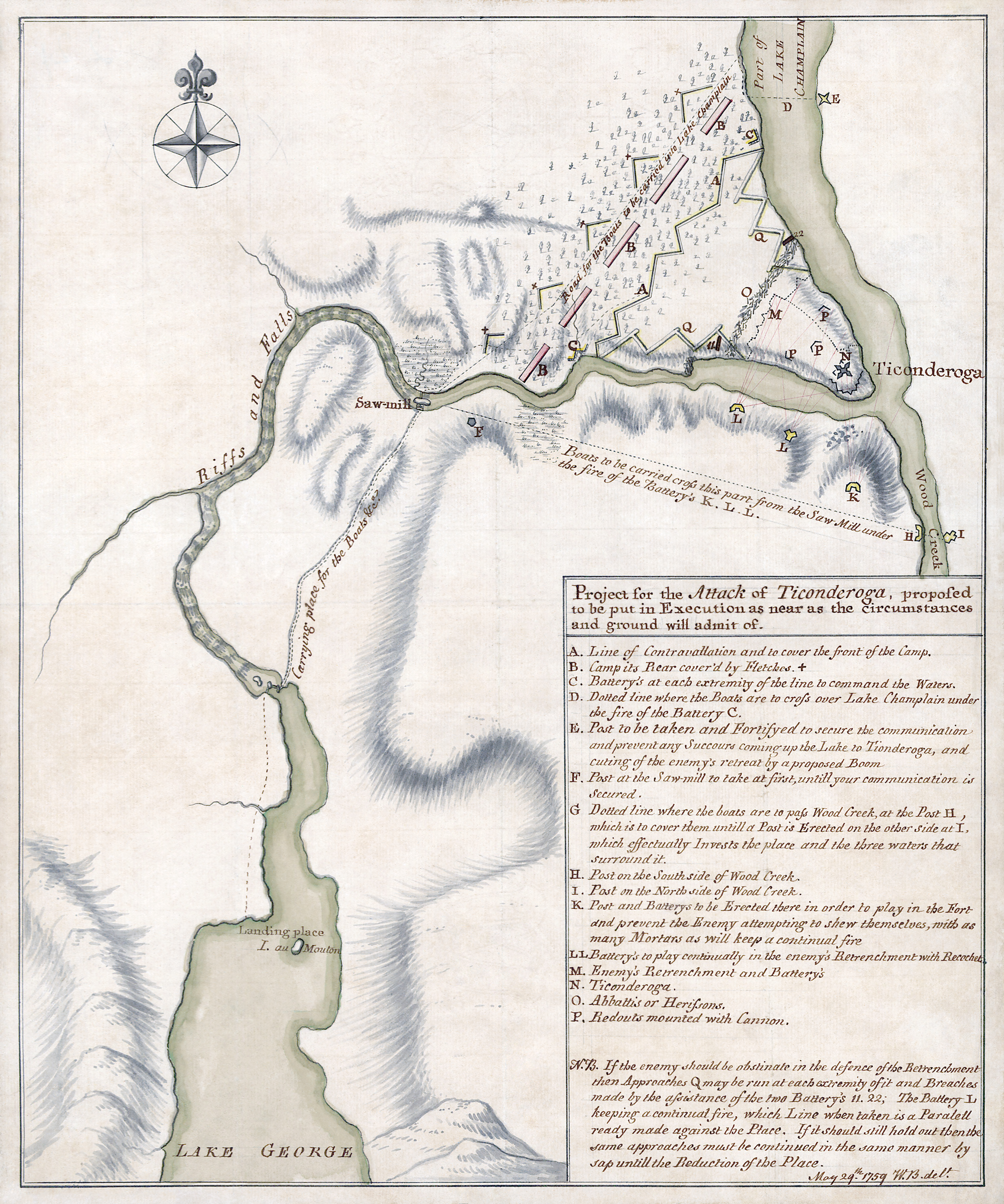
1759年5月29日の日付が入った（右下）イギリスによる、タイコンデロガ砦（フォート・カリヨン）の攻撃計画地図

分隊がやっと到着して、フォート・カリヨンへ向かい始めた時、アマーストは、フランス軍が要塞の外の防御を放棄したことを知って気をよくした。それでも警戒しつつ軍を進め、7月22日に、1758年の戦い以来フランスの陣地だった場所を占領した。カリヨンでは、フランス軍が積極的に船（バトー）に荷物を積み込んでいるという知らせが、あちこちから届いていた。アマーストの当初の予定は、要塞の側面を攻撃して、フランス軍がフォート・セント・フレデリックへ逃げるための道をふさぐというものだった。しかし要塞の外の戦闘をフランス軍が放棄したため、要塞そのものを攻撃対象にしようとアマーストは決意した。

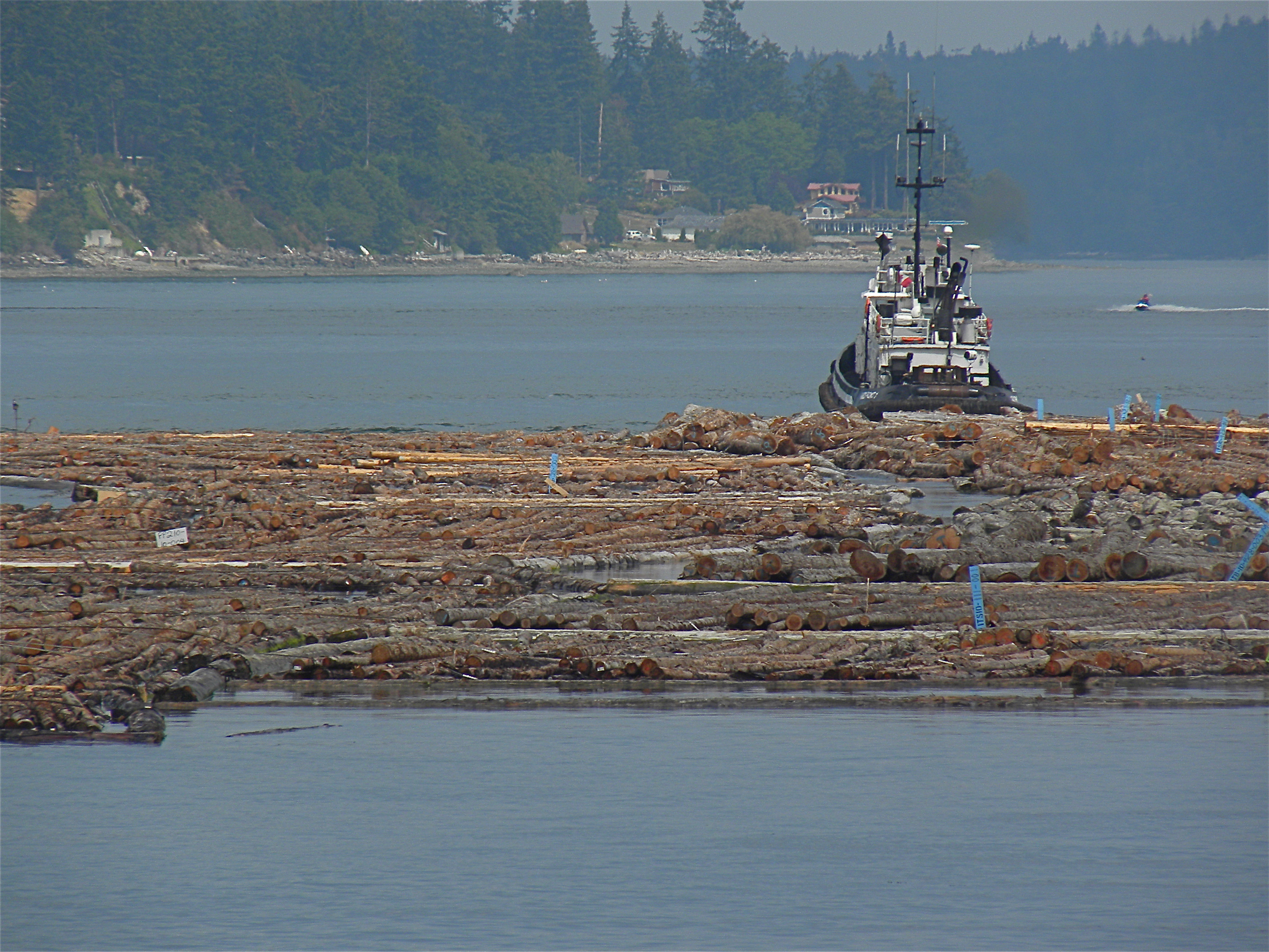
流木網場

それから3日間、イギリス軍は塹壕を掘って、包囲線を作り、要塞近くに基盤を築いた。要塞の近くに掘り起こしにくい地面があったり、そして、包囲線を作るのに土のうが必要であったりで、この作業は難航した。作業中、フランスの大砲から弾丸が発射された。イギリスにしてみれば、これは耐え難いことだった。7月25日、ロジャーズ・レンジャーズの分遣隊が、要塞の北にある湖にボートを下ろし、フランス軍が、船を北に向かわせないために仕掛けておいた流木網場を切り開いた。翌26日までに、イギリス軍は、要塞の壁600フィート（約183メートル）のところに大砲を運び込んだ。
ブールラマクはカリヨンから兵をすべて撤退させたが、イギリス軍の接近を知るや否や、自軍の兵400人をフォート・フレデリックに回した。この少人数の軍での砲火は、包囲戦に出ていたイギリスの兵5人を殺し、31人を負傷させた。防御のために残っていた、フランス軍大尉のルイ＝フィリップ・ル・ドス・デベクールは、7月26日の夜こそ撤退の時期と判断した。彼の兵たちは、カリヨンの要塞の大砲を壁の方に向け、地雷を置いて、中身がぎゅうぎゅう詰めの火薬庫へ火薬をまいて道を作った。そしてフランス軍は、導火線に火をつけ、風にひるがえるフランスの旗を残して、要塞を後にした。 イギリス軍は、フランス兵が要塞から現れたのを見てこのことを悟り、アマーストは、要塞に入って導火線を消そうとする兵に、100ギニー与えるともちかけた。誰も名乗り出ようとはしなかった。 その夜遅く、要塞は、耳をつんざくような轟音とともに爆発した。火薬庫は破壊され、木造の要塞のあちらこちらが燃えさしとなって飛び散った。しかし、要塞の壁はさほどの損傷を受けていなかった。 この爆発の後、ゲイジ歩兵部隊の何人かの兵が要塞に飛び込んで、フランスの旗を回収しようとした。それから2日間、火は完全には消し止められず、くすぶり続けた。

## 要塞とイギリス軍のその後
翌日には、イギリス軍が要塞の占領を始めた。フランス軍が、カリヨンからあわただしく撤退したため、偵察隊が、要塞はまだフランスのものと思い込んで戻って来てしまい、40人がイギリス軍の捕虜となった。

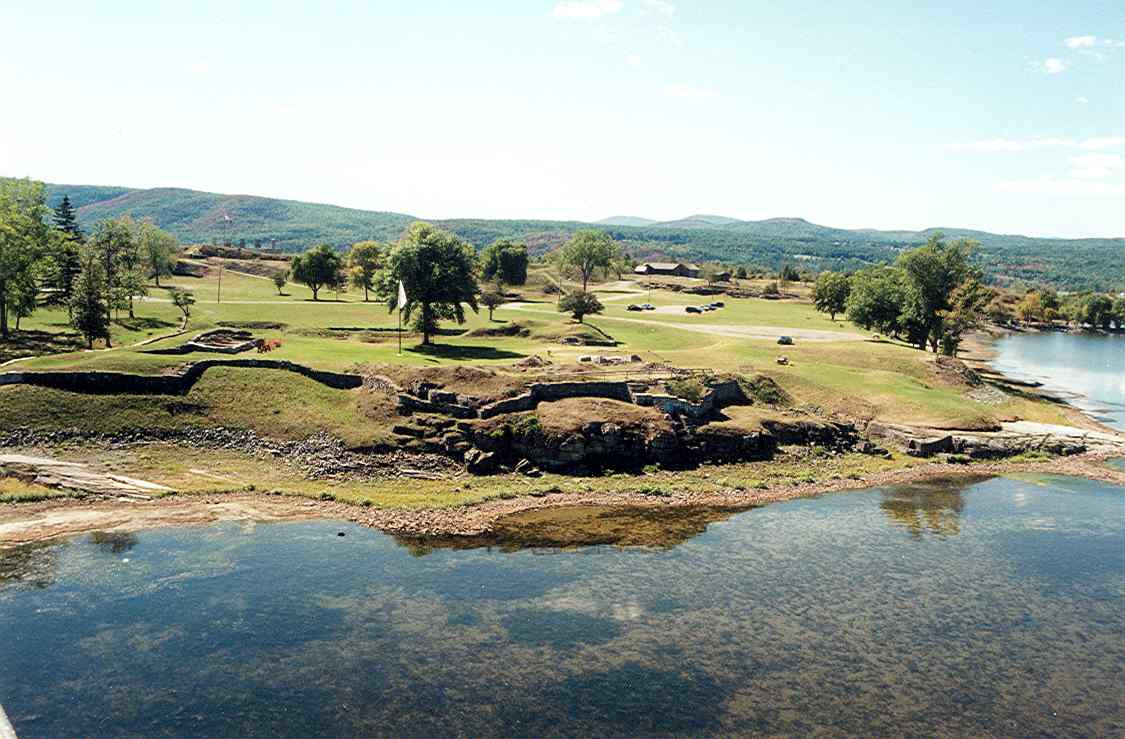
クラウン・ポイント要塞の跡地

フランス軍は退却の際、7月31日にフォート・サン・フレデリックを壊した。これによってイギリス軍は、シャンプラン湖での軍事行動ができるようになった。カリヨンとサン・フレデリックの両要塞の存在が、シャンプラン湖へのイギリスの進軍の妨げとなっていたのだ。 しかしながら、フランスも小規模の戦闘艦隊を置いており、本来は、これがまず爆破されてしかるべきだった。2つの要塞を占領して修復すること、また、シャンプラン湖で用いる船を作ること、この2つに時間を割かれ、アマースト軍は、9月のエイブラハム平原の戦いで、ウルフ軍に合流できなくなってしまった。 また、アマーストは、ブールラマクの退却は何かの策略ではないかと懸念を抱き、8月と9月は、小艦隊の編成と、フォート・セント・フレデリックの後に出来たフォート・クラウン・ポイントの建設とそれぞれの監督をし、この地へのニューイングランドからの道を整備して過ごした。

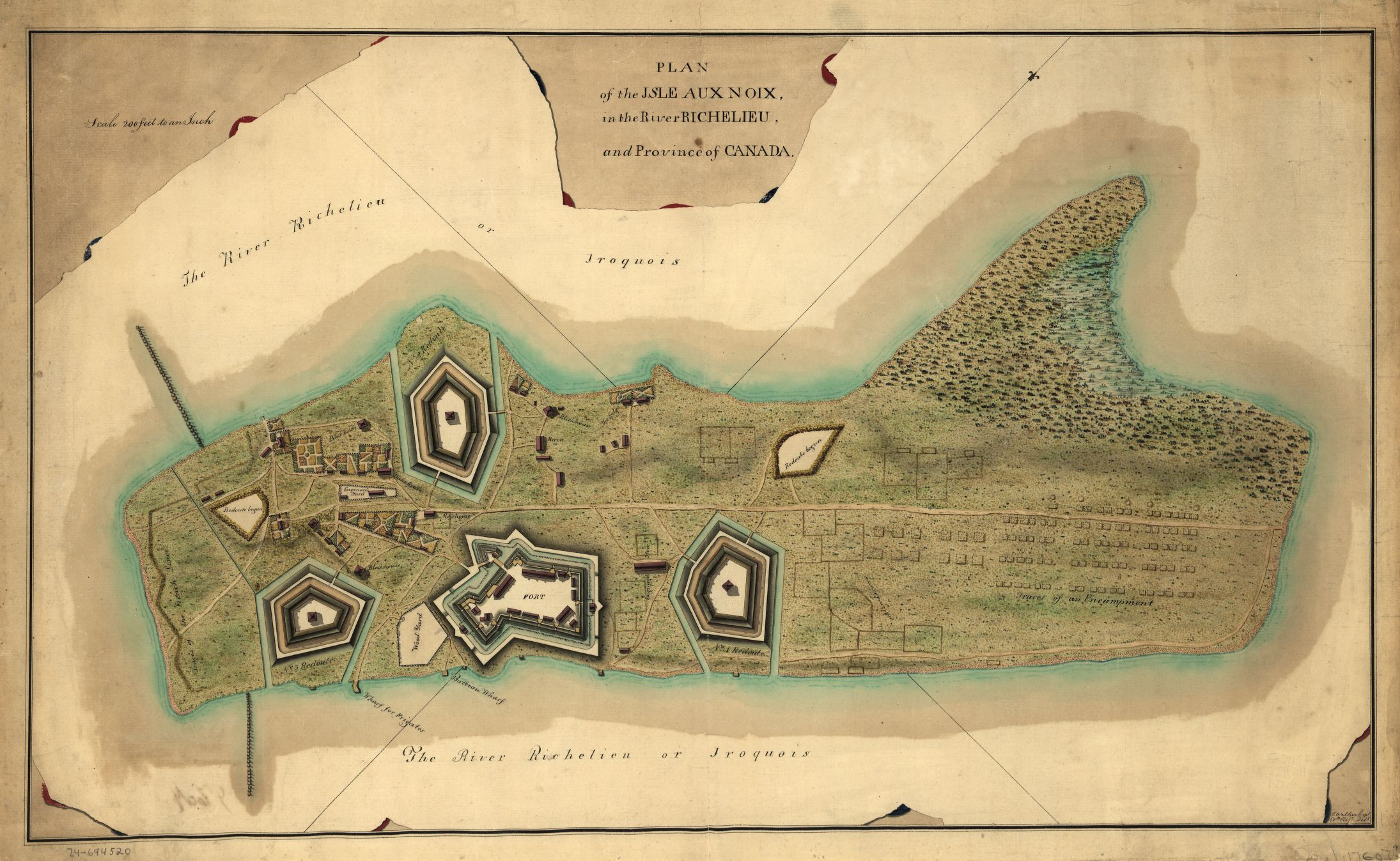
イルオーノワのブールラマク陣

10月11日、アマーストの軍はシャンプラン湖から北へこぎ出し、リシュリュー川の「イルオーノワ」（Île-aux-Noix）の、ブールラマクの陣地を攻撃して、その後2日間で、フランスの船を1隻拿捕した。フランスは、拿捕を防ぐために、他の船を焼き、または放棄した。10月18日、アマーストはケベックの陥落を知った。そのころには冬が近づいていて、湖の一部は氷結し始めていた。11月1日に、民兵の兵籍期間は終わった。アマーストは攻撃を中止し、民兵を解任し、軍を冬季の宿舎に戻した。
2009年の6月26日と27日、フレンチ・インディアン戦争の大規模な再演がタイコンデロガ砦で行われた。

## 関連書籍
- Fox, Christopher (PDF), "Without a single shot:" The 1759 "Siege" of Fort Ticonderoga, Fort Ticonderoga,  オリジナルの2009年5月17日時点におけるアーカイブ。 2009年5月17日閲覧。 A copiously detailed account of the British movements.
- Wilson (1857), Commissary Wilson's Orderly Book: Expedition of the British and Provincial Army, Under Maj. Gen. Jeffrey Amherst, Against Ticonderoga and Crown Point, 1759, Albany: J. Munsell, OCLC 1633416
- Pennsylvania Archives, 1891, volume 6, Harrisburg, Pennsylvania: Meyers, (1891), pp. 459?464, OCLC 2222971 Contains a report by British military engineer John Montresor detailing his suggested plan of attack on Ticonderoga.
- 'Ticonderoga' from Ballads (1890) by Robert Louis Stevenson A lengthy poem by Robert Louis Stevenson about the legend of Ticonderoga.